# Mannen som slutade ljuga: Berättelsen om Sture Bergwall och kvinnan som skapade Thomas Quick
Mannen som slutade ljuga: Berättelsen om Sture Bergwall och kvinnan som skapade Thomas Quick är en flerfaldigt prisbelönt bok skriven av den svenska journalisten Dan Josefsson. Den inbunden utgåva gavs ut 2013 av förlaget Lind & Co. En utökad pocketutgåva gavs ut 2014. Boken har även givits ut på engelska (2015), på danska (2015) och på tyska (2017). 
Dan Josefsson tilldelades flera priser för boken: Guldspaden (2013), Stora journalistpriset (2014) och Natur & Kulturs debattbokspris (2014). Josefsson fick även utmärkelsen Årets Folkbildare av Föreningen vetenskap och folkbildning samt nominerades till Augustpriset i kategorin bästa fackbok.
Den 3 februari 2014 utgjorde boken utgångspunkt för ett internationellt seminarium med titeln "Can psychotherapy be used to invent a serial killer?" arrangerat av Karolinska institutet i Aula Medica.[källa behövs] Professor Richard McNally från Harvard, som intervjuas i Dan Josefssons bok, var inbjuden och höll anförandet Memories of past lifes and space alien abduction.[källa behövs] Dan Josefsson höll anförandet Chronology of the Thomas Quick-case.[källa behövs]

## Bokens innehåll
Boken är en journalistisk undersökning av den svenska rättsskandalen kring den falska seriemördaren Sture Bergwall/Thomas Quick. Boken fokuserar på den psykoterapeutiska behandlingen som Sture Bergwall fick på Säters sjukhus, och hur den terapin starkt bidrog till att Bergwall kom att erkänna närmare 40 mord som han inte begått. En av bokens huvudpersoner är psykoanalytikern Margit Norell, en person som det före Josefssons bok funnits mycket lite offentlig information om. I boken visas att Margit Norell var kombinerad handledare och psykoterapeut till alla de läkare och psykologer som gav Sture Bergwall psykoterapeutisk behandling på Säter. Enligt boken hade Norell närmast rollen av en sektledare och var i praktiken den som utformade och styrde Sture Bergwalls terapi. I bokens tecknar Josefsson Margit Norells levnadshistoria, bland annat utifrån läsning av hela hennes bevarade korrespondens, omfattande cirka tusen brevsidor.
Dan Josefsson bygger sin argumentation på en omfattande research, inklusive intervjuer med en rad nyckelpersoner i Quick-fallet, granskning av Sture Bergwalls journal, samt läsning av polisförhör, dokument från de många mordutredningarna och Sture Bergwalls egna anteckningar. Josefsson intervjuar flera psykologer som varit Margit Norells lärjungar. En del av dem fick han att ställa upp genom att wallraffa. Han sa, icke sanningsenligt, att han själv trodde på Margit Norells idéer och att han planerade att skriva en starkt positiv bok om henne.
Ett av bokens avslöjanden är att psykologiprofessorn Sven Å Christianson stod Margit Norell mycket nära. I en intervju som Josefsson gör med honom i boken beskriver Christianson Norell som den "viktigaste personen i mitt liv", näst efter sina barn. Josefsson avslöjar att Christianson fick kombinerad psykoterapi och handledning av Margit Norell en gång i veckan i tio års tid. Detta inkluderade alla de år då Christianson även agerade åklagarens expertvittne i Quick-rättegångarna. Enligt Josefsson kan detta förklara varför Christianson konsekvent försvarade Sture Bergwalls erkännanden i rättegångarna, trots bristen på bevis.
Boken ger också en historisk bakgrund till föreställningen om så kallade bortträngda minnen. Josefsson visar att idén introducerades av Sigmund Freud i slutet av 1890-talet, men att Freud själv ganska omgående övergav idén för att istället utveckla det som skulle bli den psykoanalytiska driftsteorin. I boken berättas om hur tron på bortträngda minnen återkom på 1970- och 1980-talet och hur Margit Norell tidigt implementerade dem i sin psykoterapeutiska praktik. Enligt Josefsson var tron att traumatiska minnen kan trängas bort en pseudovetenskaplig föreställning som kom att styra arbetet på Säter och som till stora delar kan förklara varför Sture Bergwall kom med sina falska morderkännanden. 

## Bokens mottagande
Boken hyllades unisont av kritikerna för sin grundliga research och sitt fängslande berättande. 
Johan Croneman skrev i Dagens Nyheter: ”Dan Josefsson övertygar stort om fallet Quick. (...) ’Mannen som slutade ljuga’ är ett minst lika stort avslöjande som Hannes Råstams. (...) Dan Josefssons bok läser man nästan i chock, man kan inte sluta, det finns faktiskt inte en sten i den här härvan han inte vänder på. Och han blottlägger, faktiskt, sanningen bakom hela historien, han avslöjar äntligen hur det faktiskt var möjligt. (...) Det utvecklar sig till en thriller, blir man inte skakad av detta blir man aldrig skakad. (...) Det är både ett journalistiskt och ett litterärt litet mästerverk.”
Jan Guillou skrev i Aftonbladet: "Jag trodde ingenting längre kunde överraska mig när det gällde rättsskandalen Thomas Quick. Jag trodde aldrig att vi skulle få svar på den avgörande frågan varför detta kunde hända (...) Men de journalistiska undrens tid är tydligen inte förbi. I sin nyutkomna bok ’Mannen som slutade ljuga’ har journalisten Dan Josefsson (...) faktiskt levererat svaret. (...) Jag hade inte i min vildaste fantasi kunnat hitta på en sådan psykologisk thrillermardröm.”
Psykologtidningen skrev: "Boken är både välskriven och spännande, och som en berättelse om gruppdynamik, auktoritetstro, bristande professionalism och psykoterapeuters makt över 'människors själsliv' är den ett mästerverk."
Svenska Dagbladets recensent skrev: "Det bästa jag läst i genren."
Ann Heberlein skrev i Sydsvenskan: ”Dan Josefssons bok är ett magnifikt blottläggande av ett totalt haveri, ett juridiskt, terapeutiskt, vetenskapligt och polisiärt sådant. Om han inte får Augustpriset ska jag äta upp min doktorshatt.”
Kennet Lutti skrev i Arbetarbladet: ”I Dan Josefssons mästerliga reportage ’Mannen som slutade ljuga’, (...) klarnar himlen. Allt ställs i ordning. Josefsson har trängt ända in i centrum av den krets av psykoterapeuter som serverade åklagare och polis den välkomponerade rätt av förträngda barndomsminnen, grymma föräldrar, incest, tortyr och nästan självmord som de önskade sig. (...)  Josefsson har läst protokoll, dagböcker, handskrifter och Quicks egna anteckningar. Ett veritabelt hästjobb, som leder fram till Norell och hennes trogna lilla krets. En sekt, skriver Josefsson. Inga avvikande åsikter tolererades, en för alla, alla för Margit.”  
Jan Eklund skrev i Dagens Nyheter: ”Dan Josefsson har grävt fram ett äkta scoop och paketerat det i bokform. (...) Man tror inte att det kan vara sant eller ens möjligt. Läs Dan Josefssons väldokumenterade bok och häpna.”
Lars Linder skrev i Dagens Nyheter: ”Inte bara en vidräkning med skandalen Quick, utan även ett stycke modern kulturhistoria om en psykologi som slog knut på sig själv.”
Daniel Erlandsson skrev i Corren: ”Fullständigt fängslande läsning – sista halvan av denna femhundrasidiga bok sträckläser jag i princip. (...) Josefsson lägger sitt pussel bit för bit, och han skildrar mycket övertygande hur denna kollektiva galenskap växte fram, i sektliknande former. (...) När bilden till slut är hel visar det sig att alla centrala personer i Quick-kretsen hade en koppling till Margit Norell.”
Per Svensson skrev i Aftonbladet: ”Josefssons i långa stycken fasansfullt spännande bok bör kunna tjäna som en nyttig lektion i ödmjukhet för alla som lider av hybris på samtidens vägnar. Nästa gång vi får lust att förfasa oss över gångna tiders vidskepelser och häxprocesser bör vi påminna varandra om psykoterapeuten, åklagaren, advokaten, kriminalinspektören och psykologiprofessorn som vallade en drogberusad mytoman i det ena skogspartiet efter det andra i hopp om att han till sist skulle leda dem till benresterna efter mordoffer vars slutmuskler han slukat under rituella former. (...) Dan Josefsson har genomfört en imponerande research. Han har inte bara gått igenom ett gigantiskt skriftligt material. Han har också talat med så gott som samtliga inblandade i den märkliga kombination av terapiprocess och polisutredning som ledde till att Sture Bergwall alias Thomas Quick erkände ett trettiotal mord och dömdes för åtta (...) Själv blir jag en smula skakad när jag läser att en av medlemmarna i Margit Norells inre krets var Hanna Olsson, en av de drivande och tongivande rösterna i debatten kring en annan av Sveriges mest omdebatterade rättsprocesser, det så kallade styckmordsfallet. Jag var själv en del av den debatten, och Dan Josefssons med rätta Augustnominerade bok aktualiserar onekligen inte bara behovet av en samlad genomlysning av 1990-talets ideologiserade svenska rättssystem."
Marcus Melinder skrev i Örnsköldsviks Allehanda: ”Dan Josefssons research är imponerande. Förutom att gå igenom ett enormt skriftligt material har han också wallraffat sig in till de nyckelpersoner som fanns mitt i Quick-cirkusen och med förödande kraft avslöjar han att kejsaren är fullständigt naken. Jag har svårt att se hur psykologiprofessorn och minnesforskaren Sven Å Christianson kan resa sig igen efter denna blottläggning. Han som gav auktoritet till Margit Norells kvacksalveri. Men han var inte ensam. Här fanns också psykologen Birgitta Ståhle, chefsöverläkaren Göran Källberg (avliden), åklagaren Christer van der Kwast och advokaten Claes Borgström. Personer som i dag har en enorm förklaringsbörda.”
Ingalill Mosander skrev i Aftonbladet: ”Under läsningen tappar jag nästan andan. Kan det verkligen vara sant? Men Dan Josefsson har med enastående skicklighet lyckats avslöja det kollektiva vanvett som härskade på Säter när man skapade den falske massmördaren Thomas Quick.”